# كريم أكبري مباركة
كريم أكبري مباركة (6 يونيو 1953 - 29 أكتوبر 2020)، هو ممثل ومخرج سينمائي إيراني، إشتهر بتمثيل عبد الرحمن بن ملجم في مسلسل الإمام علي. كما عمل في مسلسل المختار الثقفي.

## سيرته
حصل على درجة البكالوريوس في التمثيل والإخراج المسرحي من كلية الفنون الجميلة بجامعة طهران وبدأ مسيرته في المسرح عام 1977. بعد ذلك، في عام 1980 ، دخل التلفزيون.
كان عضوًا في لجنة اختيار قسم مسرح الأطفال والشباب في مهرجان المسرح الحضري الثاني الذي أقيم في أغسطس 2013. [ 4 ] كما كانت له خبرة في تدريس المسرح في إدارة الإرشاد في مشهد، وإدارة الإرشاد في شهر راي، وإدارة الإرشاد في ميناب.

## روابط خارجية
- كريم أكبري مباركة على موقع IMDb (الإنجليزية)
- كريم أكبري مباركة على موقع قاعدة بيانات الفيلم (الإنجليزية)